# 新秩序 (纳粹主义)
新秩序（德语：Neuordnung）或欧洲新秩序（德语：Neuordnung Europas）是纳粹德国试图强加在被其占领的欧洲国家之上的政治秩序。虽然新秩序的建立早于第二次世界大战前就已经开始，但是其公开发表可追溯到1941年希特勒发表的讲话“我确信，1941年将会是伟大的欧洲新秩序的历史性的一年”。
新秩序的内容包括，建立一个以纳粹意识形态为基础的泛日耳曼的种族主义国家，确保雅利安-北欧人种作为优等民族的至高无上的地位，通过德国定居者的殖民活动向中欧和东欧进行大规模领土扩张，对犹太人、斯拉夫人（尤其是波兰人和塞尔维亚人）、罗姆人和其他被认为是不值得活的生命进行种族灭绝，消灭、驱逐、奴役大多数斯拉夫民族和其他纳粹眼中的劣等种族。
1942年，德国、意大利和日本举行了一次秘密外交会议，双方同意首先沿着叶尼塞河至中国边界的一条线，然后沿着中国和苏联边界、阿富汗北部和西部边界以及伊朗和英属印度（包括现在的巴基斯坦）边界划分亚洲。大岛浩大使向德国人提交了该条约的草案，但遭到了德国外交部和海军的拒绝，因为该条约将印度划给了日本，并限制了德国海军在印度洋的行动。然而，希特勒认为该条约可以接受，因此于1942年1月18日签署了该条约。
事实证明，该条约不利于轴心国在印度洋的战略合作，因为跨越边界线需要进行繁琐的事先协商。这使得德日不可能对英国在中东的阵地发动任何联合进攻。在印度洋空袭期间，日本针对盟军航运线的行动以及对锡兰的进攻都取得了巨大成功，但由于德日战略合作不存在，这些行动也就不了了之。德国人严密监视着分界线，反对日本入侵轴心国瓜分的世界中的“德国领域”。因此，日本人被迫取消了对马达加斯加岛的大规模进攻计划，因为该岛在条约中已委托给德国。